# 421 (stripreeks)
421 is een Belgische stripreeks met Stephen Desberg als schrijver en Eric Maltaite als tekenaar. De strip werd vanaf 1980 gepubliceerd in stripblad Robbedoes en vanaf 1984 volgde een albumuitgave. De reeks werd na elf delen stopgezet omdat er onvoldoende steun kwam van uitgever Dupuis.
421 is de codenaam van een geheim agent die deels werd gemodelleerd naar James Bond. Een andere inspiratiebron was de strip Steve Pops van Jacques Devos, een parodie op het spionagegenre. In de eerste verhalen was Eric Maltaite, 21 jaar oud toen, nog erg beïnvloed door de tekenstijl van zijn bekende vader, striptekenaar Will. Gaandeweg werd zijn stijl meer realistisch en persoonlijk.

## Albums
Alle albums zijn geschreven door Stephen Desberg, getekend door Eric Maltaite en uitgegeven door Dupuis.
1. Koude oorlog
2. Groetjes uit de 7de hemel
3. Operatie zelfmoord
4. Het eeuwige rijk
5. Scotch malaria
6. Een gril van het lot
7. Falco
8. Mistige jaren
9. Morgane angel
10. De karlovdrempel

buiten de reeks:
1. Het wrak en de miljoenen